# 绒藜属
绒藜属（学名：Londesia）是藜科下的一个属，为一年生草本植物。该属只有1种，分布于俄罗斯、蒙古。